# Georg Henric König
Georg Henric König, född 24 oktober 1763 i Stockholm, död 22 december 1839 i Linköpings församling, Östergötlands län, var en svensk officer.

## Biografi
Georg Henric König föddes 1763 i Stockholm. Han var son till arkitekten Carl Henrik König och Fredrika Lovisa Tillæus. König blev 3 maj 1777 volontär vid Upplands regemente, 1 november 1778 Rustmästare vid Dalregementet, 12 april 1780 fänrik vid Hälsinge regementet och 24 april 1786 livdrabant. Han blev senare löjtnant i svenska armén och 9 september 1789 vice korpral vid drabanterna. König blev senare ryttmästaren med avsked 19 juni 1821. Han avled 1839 i Linköping.
König var amatörcellist. Han grundade sällskapet Musikaliska Inrättningen i Norrköping och var dess anförare 1797-1801. König invaldes som ledamot nummer 117 i Kungliga Musikaliska Akademien den 18 april 1788. Han var gift med ledamoten nummer 153 Anna Leonore König.

### Familj
König gifte sig 11 maj 1794 på Högby i Vreta klosters socken med Anna Eleonora Falck (1771–1854), dotter till assessorn Fredrik Adolf Falck och Anna Christina Älf. De fick tillsammans barnen Carolina Fredrika Christina König (1796–1882), Henrika Eleonora König (1797–1803), och Lovisa Elisabet König (1800–1880) som var gift med löjtnanten Valdemar Rudin vid Hälsinge regemente. Makarna Rudin blev föräldrar till professor Waldemar Rudin.